# McIntosh (Minnesota)
McIntosh es una ciudad ubicada en el condado de Polk en el estado estadounidense de Minnesota. En el Censo de 2010 tenía una población de 625 habitantes y una densidad poblacional de 240,83 personas por km².

## Geografía
McIntosh se encuentra ubicada en las coordenadas 47°38′15″N 95°53′13″O / 47.63750, -95.88694. Según la Oficina del Censo de los Estados Unidos, McIntosh tiene una superficie total de 2.6 km², de la cual 2.57 km² corresponden a tierra firme y (0.8%) 0.02 km² es agua.

## Demografía
Según el censo de 2010, había 625 personas residiendo en McIntosh. La densidad de población era de 240,83 hab./km². De los 625 habitantes, McIntosh estaba compuesto por el 95.84% blancos, el 0% eran afroamericanos, el 1.28% eran amerindios, el 0.16% eran asiáticos, el 0.16% eran isleños del Pacífico, el 0% eran de otras razas y el 2.56% pertenecían a dos o más razas. Del total de la población el 1.76% eran hispanos o latinos de cualquier raza.